# Patalene bicesaria
Patalene bicesaria är en fjärilsart som beskrevs av Walker 1860. Patalene bicesaria ingår i släktet Patalene och familjen mätare. Inga underarter finns listade i Catalogue of Life.